# Teologia della liberazione

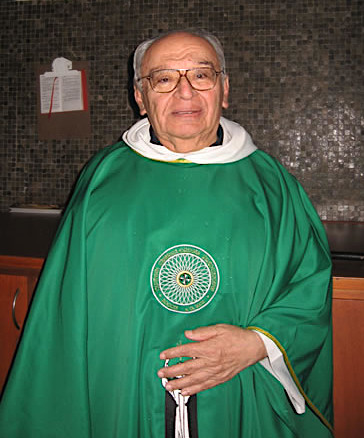
Il teologo Gustavo Gutiérrez.

La teologia della liberazione è una corrente di pensiero teologico cattolico sviluppatasi con la riunione del Consiglio episcopale latinoamericano (CELAM) di Medellín (Colombia) del 1968, come diretta estensione delle idee e dei principi riformatori messi in moto in Roma dal Concilio Vaticano II e concordata da diverse decine di padri conciliari di diverse nazionalità, sia europei sia latino-americani e sottoscritta da diversi cardinali nei cosiddetti Patti delle catacombe nel corso dei lavori conclusivi del Concilio ecumenico presso le catacombe di Domitilla a
Roma.
Il principio fondamentale della teologia della liberazione si impernia intorno alla considerazione del ruolo centrale della Chiesa nella società umana contemporanea e tende a porre in evidenza i valori di emancipazione sociale e politica presenti nel messaggio cristiano, in particolare l'opzione fondamentale per i poveri così come essa si evince all'interno del dato biblico.
Tra i protagonisti che diedero inizio a questa corrente di pensiero vi furono il teologo Gustavo Gutiérrez (peruviano), docente della Pontificia Università del Perù, l'arcivescovo Hélder Câmara, il teologo Leonardo Boff (brasiliani) e Camilo Torres Restrepo (colombiano). Il termine venne coniato dallo stesso Gutiérrez nel 1973 con la pubblicazione del libro Teologia della Liberazione (titolo originale spagnolo: Historia, Política y Salvación de una Teología de Liberación).

## Origini e princìpi ispiratori
I principi ispiratori possono essere fatti risalire alla regola francescana della Chiesa povera per i poveri di san Francesco d'Assisi applicata al contesto storico moderno e contemporaneo e contestualizzata come forma di risposta della Chiesa al diffondersi delle dittature militari e dei regimi repressivi, che spronarono l'elaborazione di proposte più incisive per far fronte all'aggravarsi della crisi sociale. Per numerosi presuli che aderirono poi alla teologia della liberazione era infatti inaccettabile il silenzio e, in alcuni casi, la complicità di numerosi vescovi e cardinali cattolici dell'America Latina alle politiche di repressione del regime militare brasiliano. Durante la CELAM del 1968 alcuni vescovi sudamericani presero posizione in favore delle popolazioni più diseredate e delle loro lotte, pronunciandosi per una chiesa popolare e socialmente attiva.

## Le Comunità ecclesiali
Incominciarono ad avere notevole diffusione in tutti i paesi le Comunità Ecclesiali di Base (CEB), nuclei ecumenici impegnati a vivere e diffondere una fede attivamente partecipativa dei problemi della società: in Brasile ne nacquero circa 100.000, grazie anche al cardinale di San Paolo Paulo Evaristo Arns e al vescovo Camara; in Nicaragua numerosi cattolici, sacerdoti e laici, presero parte alla lotta armata contro la dittatura di Somoza e in seguito diversi sacerdoti, come Ernesto Cardenal e Miguel d'Escoto Brockmann entrarono a far parte del governo sandinista.
Durante la terza riunione della CELAM del 1979 a Puebla (Messico), furono riaffermati e sviluppati i princìpi di Medellín, ma si evidenziò l'emergere di una forte opposizione da parte di teologi cattolici alle tesi della teologia della liberazione, che andò rafforzandosi negli anni ottanta con il papato di Giovanni Paolo II in cui gli ideologi e i protagonisti della teologia della liberazione furono progressivamente invitati a prendere in considerazione il Magistero della Chiesa cattolica, come avvenne per Leonardo Boff che dopo numerosi tentativi di dialogo teologico subì diversi processi ecclesiastici per poi abbandonare, nel 1992, l'ordine francescano.

## Gli antecedenti
Gli antecedenti di tale teologia sono molteplici. Si rintracciano in Brasile, dove dal 1957 cominciò nella Chiesa cattolica un movimento di Comunità Ecclesiali di Base (CEB), preso in considerazione poi nel 1964 con il "Primer Plan Pastoral Nacional 1965-1970". Sempre in Brasile, Paulo Freire, un insegnante di Recife, nel Nordeste, sviluppò un nuovo metodo di alfabetizzazione mediante il processo di coscientizzazione del problema. I movimenti studenteschi e dei lavoratori dell'Azione cattolica vi aderirono, insieme con importanti intellettuali cattolici. Alcuni cristiani cominciarono a utilizzare concetti marxisti nelle loro analisi sociali. Alcuni teologi, come Richard Shaull, missionario presbiteriano, posero la questione se la rivoluzione potesse avere un significato teologico cominciando, insieme con altri giovani protestanti, a discutere questi temi con sacerdoti domenicani e intellettuali cattolici.
Una ispirazione per il movimento latinoamericano proveniva dalla situazione europea. In Francia, nel 1950, la pubblicazione del libro dell'abate Godin: Francia: terra di missione? (France, pays de mission?), sconvolge i pastori che si accorgono all'improvviso di guidare una Nazione ormai lontana dalla fede. Il cardinale arcivescovo di Parigi Emmanuel Célestin Suhard fonda la Missione di Francia, permettendo ad alcuni preti di lavorare nelle fabbriche per avvicinarsi al mondo operaio. Erano gli anni in cui la laica Madeleine Delbrêl viveva una straordinaria esperienza fra gli operai di Ivry, raccontata nel suo libro Città marxista terra di missione. Provocazione a un'esistenza per Dio (originale francese del 1957: "Ville marxiste terre de mission. Provocation du marxisme à une existence pour Dieu") e nei testi riportati nell'antologia postuma Noi delle strade (originale francese: "Nous autres, gens des rues - textes missionnaires"). Nasce quindi il movimento dei preti operai, che si estende nei principali paesi dell'Europa occidentale. Tra i più noti, il domenicano Jacques Loew, che lavorò come scaricatore di porto a Marsiglia, e il sacerdote Michel Favreau, che è morto in un incidente sul lavoro. In Italia, il primo e più noto dei preti "con la tuta blu" è Sirio Politi, che pubblica il suo diario di vita in fabbrica, dal titolo "Uno di loro".
L'esperienza dei preti operai fu presto accusata di essere pericolosa per l'integrità della fede e della testimonianza cristiana, i preti furono considerati troppo vicini al comunismo e denunciati in Vaticano per attività sovversiva. Nel 1954 Pio XII ordinò a tutti i preti operai di tornare alla loro precedente opera pastorale o di entrare in comunità religiose che fossero presenti a fianco dei lavoratori, ma all'esterno delle fabbriche. Molti furono coloro che abbandonarono il ministero, in rottura con la decisioni del Vaticano; soltanto dopo il Concilio Vaticano II, nel 1965, i preti operai furono riabilitati, e sono presenti, seppure in maniera ridotta, fino a oggi.

## I movimenti per i diritti civili
In Sudafrica si sviluppò una vigorosa teologia della liberazione nera nella lotta contro l'apartheid, in cui protagonista sarà, negli anni più recenti, il vescovo anglicano Desmond Tutu. Nel resto del continente tale teologia ha messo in discussione la conquista coloniale e lo schiavismo dei popoli locali, "pagani", operato dai popoli europei, "cristiani", denunciando la conseguente miseria di cui soffre tuttora la grande maggioranza dei paesi africani. Sofferenza che venne incanalata anche all'interno dell'Islam e il successivo sviluppo della Teologia Islamica della Liberazione.
Sempre in ambito protestante va ricordato il contributo dello svizzero Leonhard Ragaz: la sua teologia, basata sul concetto del regno di Dio e sempre associata all'impegno politico, anticipava i principi della teologia della liberazione.
In Asia, la teologia minjung (in coreano, popolare) e la teologia contadina, esposta dal filippino Charles Avila, sono state messe in relazione con la teologia della liberazione latinoamericana.

## La Black Liberation Theology
Tra le baracche degli schiavi neri negli U.S.A. nacque una coscienza teologica che poneva la propria attenzione sull'attività liberatrice di Dio nei confronti del suo popolo. Prendendo come esempio l'Esodo, come Dio aveva liberato il suo popolo dalla schiavitù del faraone, allo stesso modo avrebbe spezzato le catene che legavano gli afro-americani dal dominio bianco. Sin dalla seconda metà del Settecento venne a formarsi una forte coscienza identitaria tanto che venne a crearsi una chiesa nera conosciuta come black church. Resistenza e lotta erano stati capisaldi della chiesa nera, in cui i carismatici capi religiosi lavoravano per il riconoscimento dei diritti dei neri. Esempi di come la chiesa nera sia stata costruita con non poche difficoltà sono: Absalom Jones, nato schiavo il 7 novembre 1746 a Sussex (Delaware), divenne libero nel 1784 e passò alla storia come primo prete episcopale nero nel 1804; allo stesso modo, Richard Allen (1760-1831) nacque in schiavitù e comprò la libertà per $ 2,000. Nel 1783, fondò l’African Methodist Episcopal Church e nel 1804 divenne il primo vescovo nero.
Maggiori sviluppi si ebbero con l'avvio della lotta alla per i diritti civili. In questa seconda fase, ciò che emerge è come il sentimento venne incanalato all'interno del dibattito teologico. In quest'ottica può essere vista la lotta per i diritti civili dei neri negli Stati Uniti, condotta dal pastore battista Martin Luther King che fornì ispirazione alla teologia della liberazione latinoamericana.
All'interno delle accademie, un importante contributo venne fornito da James Cone, il quale, recependo l'eredità del suo popolo, ragionò sulla blackness of God e la sua opera liberatrice.

## Le tappe principali dello sviluppo della teologia della liberazione
Nel 1963 un sacerdote di nome Paul Gauthier pubblica il libro "I poveri, Gesù e la Chiesa" (originale francese: Les Pauvres, Jésus et l'Église), nel quale si riporta traccia di un dibattito sul cosiddetto "Schema XIII" nato in seno al Concilio Vaticano II, in cui il tema classico della liberazione dell'uomo - indicato nella dottrina cattolica col termine di escatologia ovvero della promozione della condizione umana alla vita di grazia operata dall'incarnazione del Verbo - viene collegato alla solidarietà con le situazioni di oppressione, in particolare degli oppressi in senso economico; importante fu il contributo delle chiese del cosiddetto "Terzo Mondo", allora in pieno fermento sociale e politico.
In America Latina il testo ha un grande impatto, e lo stesso Gustavo Gutiérrez ne trova ispirazione per il suo "Teologia della Liberazione": qui, a differenza del messaggio cristiano, la solidarietà con le persone oppresse cessa di essere un frutto della carità in Cristo, viene assunta a fine principale ed esclusivo dell'uomo, l'impegno politico assunto a dovere morale e diretto del teologo; le realtà spirituali vengono negate, inclusa la necessità dell'incontro con Cristo nella vita di ogni cristiano; la religione è ridotta a mero strumento morale e considerata in definitiva un fardello. Viene negata la possibilità di salvezza e santificazione personale fino a che non sia possibile sovvertire ogni situazione di ingiustizia economica.
Nell'agosto del 1975, si tiene il congresso teologico del Messico, cui partecipano più di settecento specialisti, attorno al tema "Liberazione e cattività". Nel 1976, il francescano brasiliano Leonardo Boff pubblica, dopo quell'incontro, il libro "Teologia della cattività e della liberazione" (originale portoghese: Teologia do Cativeiro e da Libertação).
Insieme con la discussione dei teologi, è l'intero episcopato ad assumersi il compito di essere al fianco delle lotte di liberazione del popolo. Dopo la conferenza di Medellín (1968), nel 1979, durante la III conferenza generale della CELAM, a Puebla, i vescovi definiscono il concetto di opzione preferenziale dei poveri.

## Papa Giovanni XXIII e papa Paolo VI
Per Gerhard Ludwig Müller, prefetto della Congregazione per la dottrina della fede, la Teologia della Liberazione ha incominciato a essere un elemento centrale di discussione tra i vescovi del ruolo della Chiesa cristiana nella società moderna a partire dal Concilio Vaticano II fortemente voluto da papa Giovanni XXIII e continuato dopo la sua morte da papa Paolo VI. In particolar modo si segnalano gli elementi di riflessione e innovazione contenuti nella Costituzione pastorale Gaudium et spes (1965) ", che contiene una nuova definizione dei rapporti tra la Chiesa e il mondo unitamente all'enciclica Populorum Progressio di papa Paolo VI (1967) che recita testualmente nell'incipit « Lo sviluppo dei popoli, in modo particolare di quelli che lottano per liberarsi dal giogo della fame, della miseria, delle malattie endemiche, dell'ignoranza; che cercano una partecipazione più larga ai frutti della civiltà, una più attiva valorizzazione delle loro qualità umane; che si muovono con decisione verso la meta di un loro pieno rigoglio, è oggetto di attenta osservazione da parte della chiesa ».
Papa Paolo VI sente il dovere di intervenire nel 1976 (Evangelii nuntiandi) per correggerne le deviazioni.

## Papa Giovanni Paolo II
Nel 1981 papa Giovanni Paolo II sollecitò alla Congregazione per la dottrina della fede, presieduta dal neo prefetto cardinale Joseph Ratzinger, due studi sulla teologia della liberazione: Libertatis Nuntius (1984) e Libertatis Conscientia (1986). In entrambi si valutava la vicinanza della Chiesa cattolica ai poveri. Il Pontificato di Giovanni Paolo II fu critico verso alcuni aspetti ed esponenti della teologia della liberazione
Il 22 marzio 1986 Ratzinger, al tempo prefetto della Congregazione per la Dottrina della Fede diffuse il documento "Istruzione sulla libertà cristiana e la liberazione" per mettere " in evidenza i principali elementi della dottrina cristiana sulla libertà e sulla liberazione"
Nonostante alcune riserve Giovanni Paolo II, nel suo messaggio del 9 aprile 1986 ai vescovi del Brasile, “le dette il riconoscimento ecclesiale non solo come ‘opportuna, ma (come) utile e necessaria’, così come ‘una nuova tappa’ della riflessione teologico-sociale della Chiesa”.

## Papa Benedetto XVI
A distanza di anni, nel 2014, il papa emerito Benedetto XVI ricorderà: "La povertà e i poveri erano senza dubbio posti a tema nella Teologia della liberazione e tuttavia in una prospettiva molto specifica. Le forme di aiuto immediato ai poveri e le riforme che ne miglioravano la condizione venivano condannate come riformismo che ha l'effetto di consolidare il sistema: attutivano, si affermava, la rabbia e l'indignazione che invece erano necessarie per la trasformazione rivoluzionaria del sistema. Non era la questione di aiuti e di riforme, si diceva, ma del grande rivolgimento dal quale doveva scaturire un mondo nuovo (..) risvegliando negli uomini, attraverso la fede, le forze dell'autentica liberazione."

## Papa Francesco
Si segnalano i contenuti della Esortazione Apostolica Evangelii gaudium (2013) - Capitolo II, parte I, par.(59) - "Oggi da molte parti si reclama maggiore sicurezza. Ma fino a quando non si eliminano l'esclusione e l'inequità nella società e tra i diversi popoli sarà impossibile sradicare la violenza. Si accusano della violenza i poveri e le popolazioni più povere, ma, senza uguaglianza di opportunità, le diverse forme di aggressione e di guerra troveranno un terreno fertile che prima o poi provocherà l'esplosione. Quando la società – locale, nazionale o mondiale – abbandona nella periferia una parte di sé, non vi saranno programmi politici, né forze dell'ordine o di servizi segreti che possano assicurare illimitatamente la tranquillità. Ciò non accade soltanto perché l'inequità provoca la reazione violenta di quanti sono esclusi dal sistema, bensì perché il sistema sociale ed economico è ingiusto alla radice. Come il bene tende a comunicarsi, così il male a cui si acconsente, cioè l'ingiustizia, tende ad espandere la sua forza nociva e a scardinare silenziosamente le basi di qualsiasi sistema politico e sociale, per quanto solido possa apparire. Se ogni azione ha delle conseguenze, un male annidato nelle strutture di una società contiene sempre un potenziale di dissoluzione e di morte. È il male cristallizzato nelle strutture sociali ingiuste, a partire dal quale non ci si può attendere un futuro migliore."

## La teologia della liberazione oggi
La teologia della liberazione ha subito ripreso, pur fuori dalla Chiesa, la centralità della beatitudine dei poveri, proclamata nel Vangelo e nella tradizione ecclesiale, coniugandola con il processo di liberazione dalla povertà tramite la trasformazione sociale e politica. In seguito, nella teologia della liberazione sono stati gli stessi poveri a divenire protagonisti del proprio affrancamento dall'oppressione, sia nella pratica (la "teologia prima"), sia nella riflessione teorica (definita "teologia seconda", cioè conseguente alla prassi). Alla riflessione si aggiunge la denuncia dell'economia di mercato e l'alienazione che il capitalismo causa a milioni di persone nel mondo.
Oggi, grazie soprattutto al contributo di Leonardo Boff e dei suoi numerosi libri come: "Ecologia, mondialità, mistica", o l'ultimo: "Spiritualità per un altro mondo possibile", la teologia della liberazione ha sviluppato un filone nuovo, scoprendo lo stretto legame cosmico e mistico di necessaria interdipendenza tra solidarietà che gli esseri umani sono chiamati ad avere tra loro e quella che devono avere con la natura, nell'aut aut tra homo sapiens e homo demens. Ossia come riscoperta dell'ambiente e di una rinnovata cura ecologica, e ha sposato le tesi e l'azione del movimento altermondialista (detto anche "anti-globalizzazione"), in cui alla contestazione del neoliberismo si aggiunge la promozione della pace fondata sulla giustizia e la richiesta di una partecipazione democratica efficace da parte dei movimenti di base.
Concentrandosi sugli aspetti storici e storicizzati, molti hanno riconosciuto come la Teologia della Liberazione abbia portato ad una emancipazione parziale delle donne ma che - nel corpus dottrinario originario o nelle rielaborazioni successive - la costruzione sociale della femminilità resti ancorata alla tradizione latino-americana e il ruolo della donna nella società sia condannato alla subalternità nei confronti dell'uomo.
In ambito extraecclesiale - a seguito degli scontri più forti tra i teologi cattolici e il movimento della teologia della liberazione- si è giunti a sposare le tesi della teologia radicale e politica, europea e statunitense, unendosi quindi nella richiesta di una reale partecipazione dei laici e delle donne alla vita e alla guida della Chiesa, al decentramento del potere ecclesiale e all'inculturazione del Vangelo nelle Chiese e nelle tradizioni locali, al macroecumenismo (condivisione di riflessione e impegno allargata, cioè, alle grandi religioni mondiali), al pluralismo nelle questioni riguardanti la salvezza, in cui il ruolo di Gesù Cristo, pur non marginalizzato, non risulti più esclusivo delle altre esperienze religiose umane.
Il 13 ottobre 2006 papa Benedetto XVI ha promulgato una Notificazione sulle opere del P. Jon Sobrino S.I (pubblicata il 14 marzo 2007), che condanna come "erronee e pericolose" alcune tesi espresse dal teologo della liberazione Jon Sobrino, gesuita basco emigrato a El Salvador, nei suoi due libri Jesucristo liberador. Lectura histórico-teológica de Jesús de Nazaret, del 1991, e La fe en Jesucristo. Ensayo desde las víctimas, del 1999, che hanno avuto grande diffusione in America Latina e non solo. Una delle accuse principali è di aver eletto i poveri a "luogo teologico fondamentale" – cioè a principale fonte di conoscenza –, al posto della "fede apostolica trasmessa attraverso la Chiesa a tutte le generazioni".
L'11 marzo 2013, Clodoveo Boff, tra i fondatori della teologia della liberazione insieme con il fratello Leonardo Boff, in un'intervista al giornale brasiliano Folha de S. Paulo, dal titolo Irmão de Leonardo Boff defende Bento 16 e critica Teologia da Libertação, in riferimento all'allora cardinale Joseph Ratzinger, ha affermato:

## Elementi centrali della teologia della liberazione
Fra le tesi di questa teologia vi sono:
1. La liberazione è conseguenza della presa di coscienza della realtà socioeconomica latinoamericana.
2. La situazione attuale della maggioranza dei latinoamericani contraddice il disegno divino e la povertà è un peccato sociale.
3. La salvezza cristiana include una "liberazione integrale" dell'uomo e raggruppa per questo anche la liberazione economica, politica, sociale e ideologica, come visibili segni della dignità umana.
4. Non vi sono solo peccatori, ma anche persecutori che opprimono e vittime del peccato che richiedono giustizia.
5. Il dovere della Chiesa di sostenere le vittime dell'oppressione politica e delle violazioni dei diritti umani.

Fra gli impegni teorici e operativi che conseguono dalle tesi vi sono:
1. Costante riflessione dell'uomo su se stesso per renderlo creativo a suo vantaggio e a quello della società in cui vive.
2. Prendere coscienza della forte disuguaglianza sociale tra società opulente e popoli votati (costretti) alla miseria, ponendosi al fianco dei poveri, che sono le membra sofferenti del corpo crocifisso di Cristo, senza avallare perciò tesi che si avvicinino ad un cristianesimo classista o rivoluzionario. La rivoluzione del vangelo è l'amore, non la lotta. La giustizia sociale è sorella della carità.
3. Rivendicare la democrazia approfondendo la presa di coscienza delle popolazioni riguardo ai loro veri nemici, per trasformare l'attuale sistema sociale ed economico.
4. Eliminare la povertà, la mancanza di opportunità e le ingiustizie sociali, garantendo l'accesso all'istruzione, alla sanità, ecc.
5. Creare un uomo nuovo, come condizione indispensabile per assicurare il successo delle trasformazioni sociali. L'uomo solidale e creativo deve essere il motore dell'attività umana in contrapposizione alla mentalità capitalista della speculazione e della logica del profitto. I sacramenti non sono necessari per questa rigenerazione che sarebbe operabile con le sole forze umane. La redenzione operata da Cristo non sarebbe dunque definitiva; la creazione dell'uomo nuovo viene realizzata da uomini in qualche modo migliori di Cristo.
6. Libera accettazione della dottrina evangelica, ossia procurare innanzi tutto condizioni di vita dignitose e poi, se la persona lo vuole, perseguire l'attività pastorale, diversamente da prima, in cui finché le missioni cristiane sfamavano le persone, allora queste si dichiaravano cristiane[senza fonte].

## Reazioni in ambito cattolico
In Italia e in America Latina vi sono i movimenti ecclesiali che, considerando anti-cristiana l'essenza contenuta nel pensiero legato alla TdL, hanno riportato il tema della "liberazione" con significato diverso, ovvero legato all'incontro personale con Cristo figlio di Dio e culmine della Creazione.
Per diversi anni, alcuni oppositori della Teologia della Liberazione in ambito religioso ed in ambito politico hanno sottolineato i punti di contatto con il marxismo rivoluzionario. I principali rappresentanti ed attivisti della teologia della liberazione hanno sempre rifiutato tale paragone, sottolineando invece come il loro compito fosse quello di riavvicinare la Chiesa ai poveri e agli oppressi, dopo un decennio in cui le gerarchie ecclesiastiche dell'America Latina avevano assunto un atteggiamento ambiguo verso le violazioni dei diritti umani e la repressione in America Latina.
Tra questi Luigi Giussani e il movimento da lui fondato di Comunione e Liberazione: il fatto che si faccia riferimento alla Liberazione nel nome stesso del movimento indica che il lavoro teologico e pastorale su cui si è originato mirò proprio a scardinare i principi su cui si fondava la TdL.
Il movimento di Comunione e Liberazione oltre che in Italia ha promosso missioni sia nei paesi dell'America Latina che dell'Africa.
Un riferimento recente di esponenti di Comunione e Liberazione sulla TdL si può trovare in una intervista apparsa nella rivista Tracce fatta da Stefano Filippi all'arcivescovo di Taranto, mons. Santoro in cui spiega quale fu, a suo avviso, l'erroneità della TdL, quale sarebbe il senso cristiano dell'opzione per i poveri di papa Francesco e il ruolo giocato dal Pontefice durante la conferenza di Aparecida. Tra i principali oppositori della Teologia della Liberazione si ricordano poi numerosi esponenti nordamericani vicini alle posizioni conservatrici della Prelatura della Santa Croce ed Opus Dei.
Negli ultimi anni è stata avanzata una nuova critica alla Teologia della Liberazione. La prima, forse minoritaria, sottolinea come la Teologia della Liberazione abbia fallito nel suo compito di mettere al centro della propria riflessione la libertà e la dignità umana: invitando la Chiesa a sostenere, supportare e consolare le vittime degli abusi, i poveri e gli oppressi, questa non si impegna a fondo per una loro emancipazione e per l'affermazione della loro dignità. Resta - nelle parole di un critico - una visione "caritatevole, ma legata all'ordine precostituito; non un agente di cambiamento, ma un freno per la conservazione dei rapporti di poteri esistenti".

## La teologia india
La teologia india è una corrente teologica caratterizzata dal recupero dell'antico pensiero religioso dei popoli autoctoni dell'America centro-meridionale, perseguitati e repressi, per metterlo in relazione e armonizzarlo con le attuali teologie cristiane. Molti dei suoi esponenti considerano la teologia india come un aspetto più o meno autonomo della teologia della liberazione.
Nata negli anni ottanta per iniziativa di un gruppo di sacerdoti e religiose indios, la teologia india è divenuta una corrente teologica con una propria identità all'inizio degli anni novanta, a seguito del suo primo congresso celebrato a Città del Messico nel 1990 e dei movimenti di critica e protesta contro gli eventi che hanno celebrato nel 1992 il 500º anniversario dell'arrivo degli europei in America. Tra i principali esponenti della teologia india vi sono il messicano zapoteco Eleazar López Hernández, il boliviano Xavier Albó e il cileno Diego Irarrázaval.

## Principali rappresentanti della teologia della liberazione

### Teologi
- Marcella Althaus-Reid, argentina
- Jean-Bertrand Aristide, haitiano
- Hugo Assmann, brasiliano
- Rafael Avila, colombiano
- Tissa Balasuriya, singalese (morto nel 2013)
- Marcelo Barros, brasiliano
- Fernando Belo, portoghese
- Frei Betto (Carlos Alberto Libanio Christo), brasiliano
- Alan Boesak, sudafricano
- Clodovis Boff, brasiliano
- Leonardo Boff, brasiliano
- José Míguez Bonino, argentino
- Ernesto Cardenal, nicaraguense
- José Severino Croatto, argentino
- Jean-Marc Ela, camerunense
- Ignacio Ellacuría, spagnolo (ucciso nel 1989 in El Salvador)
- Giulio Girardi, italiano
- Gustavo Gutiérrez Merino, peruviano
- Paul Gauthier, francese (morto nel 2002)
- Sebastian Kappen, indiano (morto nel 1993)
- Erwin Kräutler, brasiliano
- Ignacio Martín-Baró, spagnolo (ucciso nel 1989 in El Salvador)
- José Porfirio Miranda, messicano
- Jorge V. Pixley, nicaraguense
- Pablo Richard, cileno
- Juan Luis Segundo, uruguaiano
- Richard Shaull, statunitense
- Jon Sobrino, salvadoregno
- Juan Jose Tamayo, spagnolo
- Elsa Tamez, messicana
- Camilo Torres Restrepo, colombiano (ucciso nel 1966)
- Gerardo Valencia Cano, colombiano

### Vescovi
- Paulo Evaristo Arns O.F.M., cardinale, arcivescovo emerito di São Paulo, brasiliano
- Tomás Balduíno O.P., vescovo emerito di Goiàs, brasiliano
- Carlos Filipe Ximenes Belo[senza fonte] S.D.B., Premio Nobel per la Pace 1996, vescovo emerito di Timor Est
- Pedro Casaldáliga C.M.F., vescovo-prelato emerito di São Felix do Araguaia, spagnolo
- Hélder Pessoa Câmara[senza fonte], arcivescovo di Recife, brasiliano (morto nel 1999)
- Antônio Batista Fragoso, vescovo emerito di Crateùs, Ceará (morto nel 2006), brasiliano
- Samuel Ruiz García[senza fonte], vescovo emerito di San Cristóbal de las Casas messicano (morto nel 2011)
- Fernando Armindo Lugo Méndez, S.V.D., vescovo emerito di San Pedro, poi dimesso dallo stato clericale
- Leonidas Proaño, vescovo di Riobamba, morto nel 1988, ecuadoriano

### Preti
- Héctor Gallego, sacerdote di Santa Fe de Veraguas di Panama, colombiano (ucciso a Panama nel 1971).
- Marco Bisceglia, sacerdote italiano, attivista per i diritti degli omosessuali, tra i fondatori di Arcigay.